# Jaskinia Roztoczańska

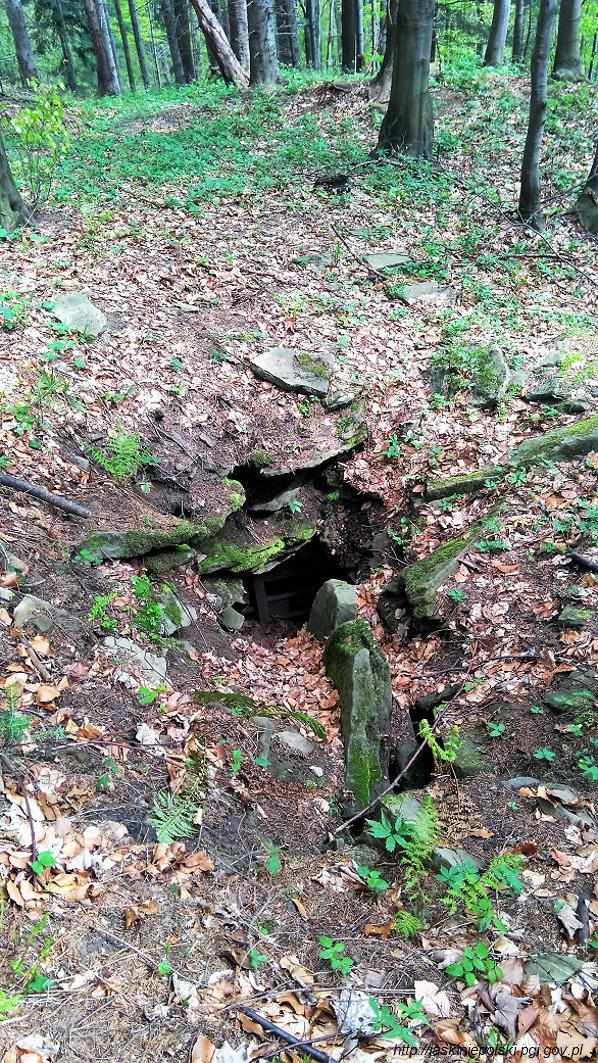
Otwór jaskini

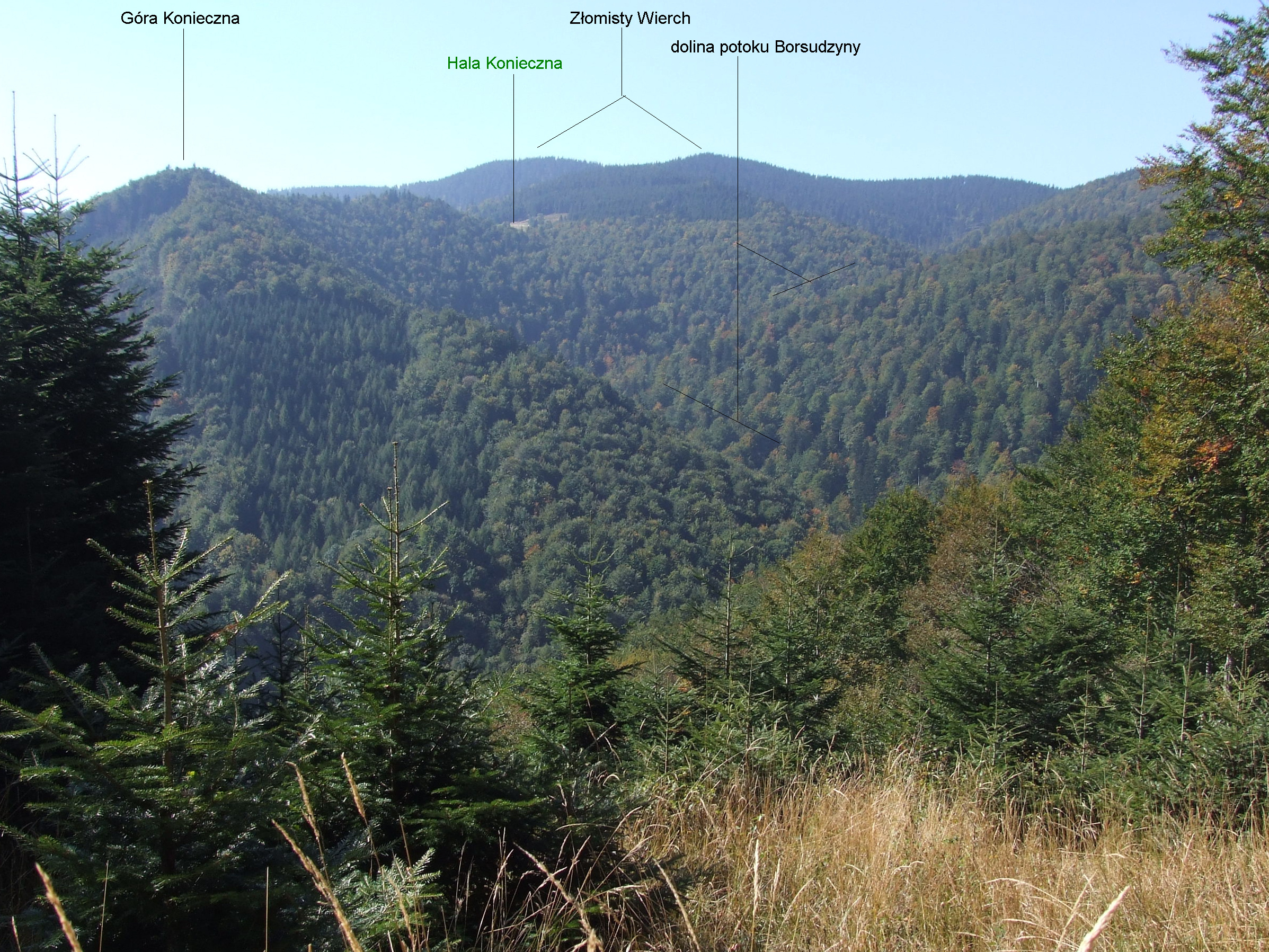
Góra Konieczna i Hala Konieczna

Jaskinia Roztoczańska – jaskinia w Beskidzie Sądeckim. Wejście do niej znajduje się na północnym zboczu Góry Koniecznej, w pobliżu Hali Koniecznej, na wysokości 743 m n.p.m. Długość jaskini wynosi 130 metrów, a jej deniwelacja 10 metrów.

## Opis jaskini
Za niewielkim otworem wejściowym zaczyna się wąski korytarzyk prowadzący do rozgałęzienia. Stąd:
- na prawo idzie kilkunastometrowy korytarzyk kończący się szczeliną nie do przejścia
- na lewo dwa korytarzyki prowadzą przez próg do dużej sali (3,5 m szerokości, 10 m długości i około 4 m wysokości). Odchodzą z niej trzy korytarzyki:

1. na prawo idzie wąski, szczelinowy, kilkunastometrowy korytarzyk
2. na lewo przez dwie ciasne studzienki dochodzi się do najniżej położonej części jaskini
3. na wprost prowadzi korytarzyk idący również do najniżej położonej części jaskini. Łączy się tam z korytarzykiem zaczynającym się w lewej części sali[2][3].

## Przyroda
Jaskinia jest typu osuwiskowego. Nie ma w niej nacieków. Flory i fauny nie badano.

## Historia odkryć
Jaskinię odkryli E. Borek (który sporządził jej plan i opis) i P. Wańczyk w 1992 roku.